# Sonneberg (Berg)
Der Sonneberg, auch Buchberg genannt, ist mit 401,0 m Höhe über NN nach dem Fuchsberg (422 m) und dem Hahneberg (410 m) sowie einer 403,2 m über NN hohen unbenannten Erhebung (ca. 600 m nördlich des Sonneberges) der vierthöchste Berg auf den Fluren der Stadt Neusalza-Spremberg (Sachsen).

## Lage und Name
Der Sonneberg liegt ca. 500 Meter südwestlich des gleichnamigen Ortsteils Sonneberg in einem Waldgebiet nahe der tschechischen Grenze, das als „Grenzwald“ bezeichnet wird. Nach Westen hin fällt der Berg in den Fugauer Zipfel zum Tal der Weißbach ab.
Die Neusiedler des Spremberger Ortsteiles nannten den bewaldeten Berg wahrscheinlich deshalb „Sonne(n)berg“ bzw. „Berg der Sonne“, weil das Tagesgestirn in ihrem Waldwinkel spät über seinen Wipfeln im Westen unterging. Der Alternativname Buchberg leitet sich von der „Buche“ ab, die als Rotbuche noch heute den Waldbestand mitprägt. Früher nannte man den Berg nach seinen Besitzern Schindler und Wauer, in Sonneberg ansässige Bauern, auch "Schindlersberg" bzw. „Wauersberg“. Auf alten Karten wurde er schon als „Sonneberg“ verzeichnet, nachdem der um 1800 entstandene Ortsteil der heutigen Stadt Neusalza-Spremberg benannt wurde.

## Geologie und Geographie
Der Sonneberg stellt eine der höchsten Erhebungen des genannten 15 Hektar großen Waldgebietes dar. Der waldreiche Berg besitzt eine abgeflachte Kuppe, auf der vereinzelt Blöcke aus Granodiorit liegen. Seine Spitze besteht aus Nephelinbasalt und zeigt damit eine geologische Besonderheit auf Neusalza-Spremberger Gebiet. Ein ehemaliger Steinbruch auf der nördlich gelegenen höheren Erhebung am Nordostabhang zeigt deutlich die bei der Erstarrung der Lava entstandenen Säulen aus Nephelinbasalt. Sie sind vor Millionen von Jahren in der geologischen Formation des Tertiärs entstanden und dokumentieren, dass hier damals vulkanische Vorgänge stattfanden. Der tiefe und mit Wasser gefüllte Steinbruch ähnelt einem Kratersee.
Der Sonneberg ragt wie ein Sporn vom Ortsteil Sonneberg in die westliche Talsenke der Stadt – vormals Spremberger Niederdorf – die durch die Eisenbahnstrecke Dresden-Zittau durchquert wird. In westlicher Richtung geht der Forst des Sonneberges nahtlos in den Waldbestand des heutigen nicht mehr existenten tschechischen Dorfes Fugau über. In vorreformatorischer Zeit wurde diese Waldung auch als „Spremberger Wald“ bezeichnet. Auf den Lehmflächen der Sonneberg-Ausläufer bildeten sich staunasse Standorte aus. Mehrere Quellarme sammeln sich hier zum sogenannten „Sonnebergwasser“, auch „Teichflössel“ genannt, das im weiteren Verlauf zum Ortsteil Neuspremberg mehrere Fischteiche und das heutige Wald- und Erlebnisbad der Stadt speist. Ein Feldweg aus der westlichen Ortshälfte Neusalza-Sprembergs führt durch eine Eisenbahnbrücke und anschließende Weideflächen zum Sonneberg.